# Fantasy-Jahr 2006
Übersicht

◄◄ | ◄ | 2002 | 2003 | 2004 | 2005 | Fantasy-Jahr 2006 | 2007 | 2008 | 2009 | 2010 | ► | ►►

Weitere Ereignisse

## Ereignisse
- 20. Fantasy Filmfest 18. Juli – 16. August für jeweils eine Woche in den Städten Hamburg, Berlin, Bochum, Köln, Frankfurt, Nürnberg, Stuttgart und München